# خودو خورتزن
خودو خورتزن (به هلندی: Guido Görtzen) (تلفظ به انگلیسی: گیدو گورتزن) (زاده ۹ نوامبر ۱۹۷۰ در لیمبورخ، هیرلن) بازیکن سابق تیم ملی والیبال هلند است. خورتزن به همراه تیم ملی هلند در سه المپیک حضور درخشان داشت و در المپیک ۱۹۹۶ به مدال طلا رسید. او از ستاره های دوران طلایی والیبال هلند است و در لیگ جهانی ۱۹۹۷ به عنوان باارزشترین بازیکن مسابقات انتخاب شد.